# Delphinium koelzii
Delphinium koelzii là một loài thực vật có hoa trong họ Mao lương. Loài này được Munz mô tả khoa học đầu tiên năm 1967.